# Paluta Badunowa

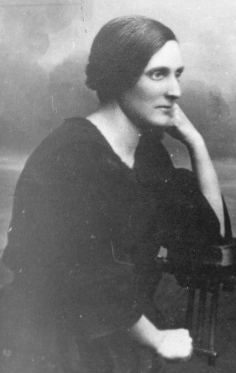
Paluta Badunowa (auf der Konferenz in Danzig 1923)

Paluta (Pelageja-Polina) Alexandrowna Badunowa (russisch Полута (Пелагея-Полина) Александровна Бодунова, belarussisch Палута Аляксандраўна Бадунова; * 1885 in Nowobeliza, Gomel, Gouvernement Mogiljow; † 29. November 1938 in Minsk) war eine russisch-belarussische Lehrerin und Politikerin.

## Leben
Badunowa stammte aus einer bürgerlichen Familie mit sieben Kindern. Im Alter von 20 Jahren schloss sie die Ausbildung an der Pädagogischen Hochschule in Buinitschi bei Mogiljow als Hauslehrerin für Russisch und Geografie ab. Darauf unterrichtete sie in Landschulen im Bezirk Gomel.
1917 begann Badunowa ein Studium in Petrograd, indem sie an den Höheren Historisch-Literarischen Kursen für Frauen teilnahm. Sie wurde Mitglied in der Belarussischen Sozialistischen Hramada (BSG). Sie lernte Tomasch Grib kennen, mit dem sie in engem Kontakt blieb. Nach der Februarrevolution 1917 wurde sie in den Petrograder Sowjet gewählt. Im Sommer 1917 kehrte sie in ihre Heimat zurück, um die belarussische Befreiungsbewegung zu unterstützen. Im Herbst 1917 trat die Große Weißrussische Rada zusammen, deren Leitung Badunowa übertragen wurde. Bei der Vorbereitung des Ersten Allweißrussischen Kongresses im Dezember 1917 in Minsk kümmerte sie sich um Probleme der Flüchtlinge und Kriegsversehrten. Als die Arbeit des Kongresses von den Bolschewiki unterbrochen wurde, gingen die Abgeordneten der Opposition in den Untergrund.
Nach dem Scheitern der Brester Verhandlungen mit der deutschen Regierung und dem Abzug der Bolschewiki aus Minsk bildete sich dort die vorläufige Regierung Weißrusslands, das Volkssekretariat, in dem Badunowa die einzige Frau und zuständig für die Fürsorge war. Als Regierungsmitglied gehörte sie zu den Gründern der Weißrussischen Volksrepublik, Infolge des Streits um die Kontakte mit der deutschen Regierung zerfiel die BSG 1918 in drei Parteien. Badunowa schloss sich der Weißrussischen Partei der Sozialrevolutionäre an und wurde deren Sekretärin des Zentralkomitees. Die neue Partei vertrat die Interessen der Bauern und Proletarier und forderte die nationale Souveränität sowie die Nationalisierung des Grundbesitzes und der Industrieunternehmen. Ihre Losung war der Kampf sowohl gegen Deutschland als auch gegen die Bolschewiki, die die Gouvernements Wilna und Mogiljow zu einer Litauisch-Weißrussischen Sozialistischen Sowjetrepublik vereinen und der RSFSR anschließen wollten.
Badunowa war Mitglied der Rada der Weißrussischen Volksrepublik nun in Wilna. Im Polnisch-Sowjetischen Krieg wurde Wilna von der polnischen Armee besetzt. Als die Rada den Anschluss von Grodno und Wilna an Polen ablehnte, lösten die polnischen Behörden 1919 die Rada auf und verhafteten ihr Präsidium einschließlich Lastowski, Badunowa, Tomasch Grib und Mamonko. Nach ihrer Freilassung flüchtete Badunowa nach Litauen, da die Partei der weißrussischen Sozialrevolutionäre sowohl in den polnisch besetzten Gebieten als auch in den sowjetischen Gebieten nicht zugelassen war.
Nach den sowjetischen Erfolgen gegen Polen reiste eine weißrussische Sonderdelegation mit Badunowa an der Spitze nach Moskau zu vergeblichen Verhandlungen über die weißrussische Eigenständigkeit. Nach der Ausrufung der Weißrussischen Sozialistischen Sowjetrepublik im Juli 1920 in Minsk wurde Badunowa wie auch andere Aktivisten von der Tscheka verhaftet. Nur durch die Fürsprache des weißrussischen Volkskommissars Alexander Tscherwjakow wurde sie nach einem halben Jahr freigelassen mit der Genehmigung der Rückkehr nach Minsk. Da sie als Sozialrevolutionärin politisch nicht arbeiten konnte, beschloss sie zu emigrieren. 1923 überschritt sie illegal die polnische Grenze, und nach drei Monaten erreichte sie Prag.
Infolge der Konflikte unter den politische Emigranten in Prag, zu denen auch Tomasch Grib gehörte, kehrte Badunowa 1926 nach Minsk zurück und lebte ab 1930 in Gomel, wo sie aber weiter unter Überwachung blieb. 1932 beantragte sie vergeblich bei der Internationalen Roten Hilfe Unterstützung für eine Ausreise. 1937 wurde sie nach offener Kritik verhaftet und zu 10 Jahren Arbeitslagerhaft verurteilt. Doch schon nach 6 Monaten noch im Minsker Gefängnis wurde sie wegen antisowjetischer Untergrundaktivitäten mit einem neuen Urteil zum Tod durch Erschießen verurteilt.